# Nilüfer Verdi

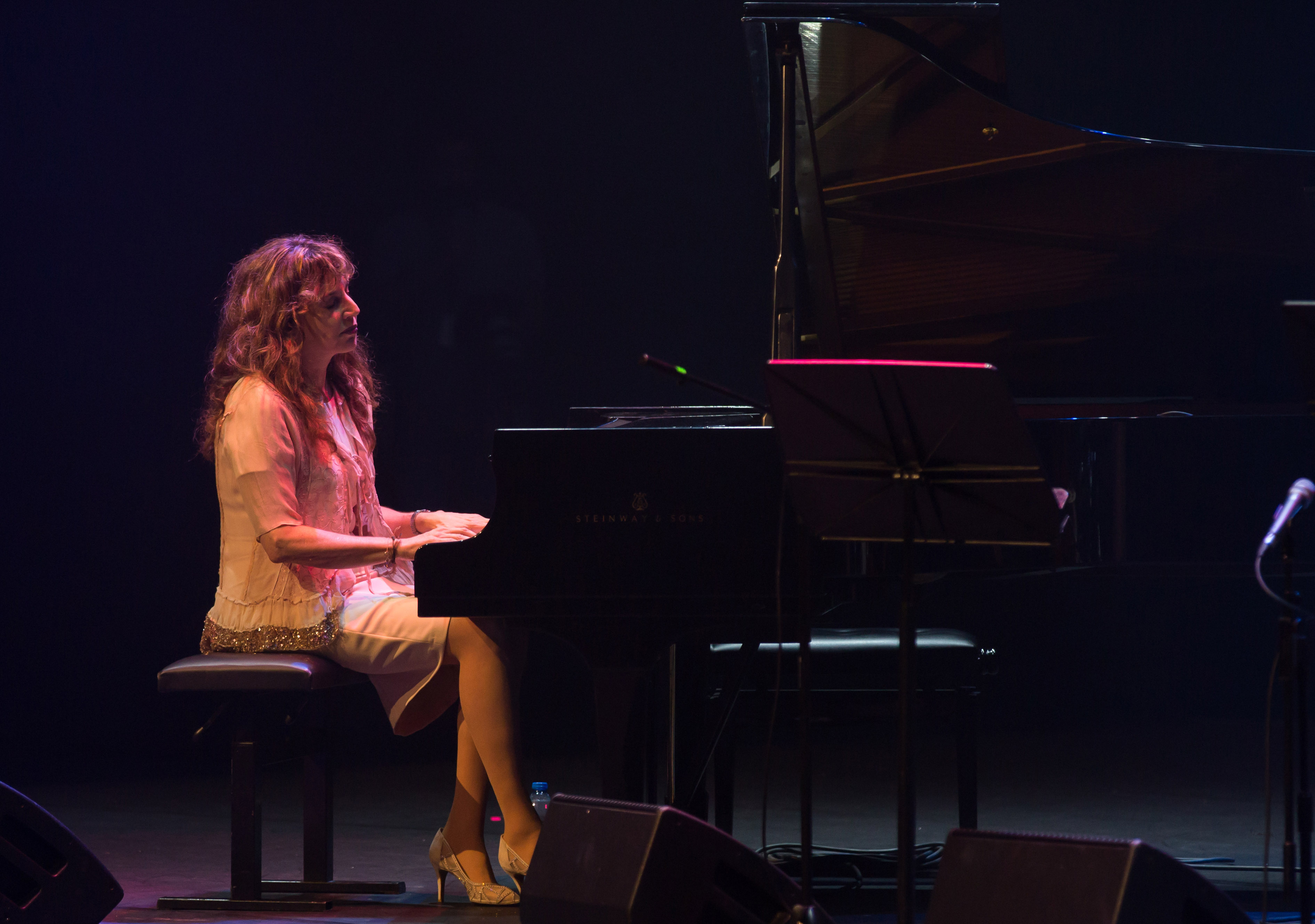
Nilüfer Verdi (2018)

Nilüfer Verdi (* 6. Januar 1956 in Istanbul) ist eine türkische Jazzmusikerin (Piano, Komposition). Sie war als eine der ersten Jazzpianistinnen in der Türkei tätig.

## Leben und Wirken
Verdi wuchs in einer Künstlerfamilie auf: Ihr Vater Nejat Verdi spielte ebenso wie ihr älterer Bruder Murat Verdi Schlagzeug, ihre Mutter Lilo Auer Verdi beschäftigte sich mit Malerei. Sie erhielt schon als Kind Klavierunterricht. Sie besuchte das private Eseniş-Gymnasium und reiste mehrfach in die Vereinigten Staaten, wo sie zunächst bei Jack Reilly an der New School in New York und anschließend bei Ray Santisi an der Berklee School of Music in Boston studierte.
Verdi begleitete die Sängerin Nükhet Ruacan und spielte mit vielen Jazzmusikern. Sie veröffentlichte zwei Alben mit eigenen Kompositionen, 1997 Mânâ beim Label Ada Music, 2007 İzhar beim Label A.K. Music, die sie beide Frauen gewidmet hat. İzhar war insbesondere in Kanada erfolgreich; den auf diesem Album enthaltenen Song „Unutmayın“, der die sogenannten Ehrenmorde an Frauen anprangerte, musste sie selbst singen, weil sie keinen Interpreten fand, der dazu bereit war. 2016 veröffentlichte sie Knidost, ein Album mit türkischen Volksliedern, die sie im Trio mit Apostolos Sideris und Ülkü Aybala Sunat aufnahm. 2022 legte sie mit Erdal Kızılçay und Duygu Soylu Talk to Me vor.
Der Schlagzeuger Nedim Ruacan (* 1979) ist Verdis Sohn. Sie war als Dozentin an der Technischen Universität Yıldız und der Universität Bahçeşehir in der Jazzausbildung tätig.